# Pukkisaari (ö i Södra Savolax, S:t Michel, lat 61,73, long 27,12)
Pukkisaari är en ö i Finland. Den ligger i sjön Korpijärvi och Verijärvi och i kommunen Sankt Michel i den ekonomiska regionen  S:t Michel och landskapet Södra Savolax, i den södra delen av landet, 210 km nordost om huvudstaden Helsingfors. Öns area är 1,3 hektar och dess största längd är 220 meter i nord-sydlig riktning.